# Front de libération homosexuelle (Argentine)
Pour les articles homonymes, voir FLH.
 (mai 2025).
Le Front de libération homosexuelle (Frente de Liberación Homosexual, FLH) est une organisation de défense des droits des homosexuels de tendance gauchiste et révolutionnaire. Le FLH, héritier du groupe Nuestro Mundo fondé en 1967, est fondé à Buenos Aires (Argentine) en août 1971.

## Histoire

### Origines
Le prédécesseur immédiat du FLH est le groupe Notre Monde (Grupo Nuestro Mundo), qui est fondé clandestinement en 1967 dans un poste de garde-barrière à Gerli (un quartier de Buenos Aires). Ses cadres étaient formés par des homosexuels des classes populaires, dont beaucoup sont des militants syndicaux. Son leader, Héctor Anabitarte, est un dirigeant syndical et un ancien militant communiste qui y avait été dégradé du fait de son orientation sexuelle. Pendant deux ans, Nuestro Mundo a intensivement diffusé des brochures, rapports et articles de presse sur la libération homosexuelle.
En 1971, au milieu d'un climat politique national très agité (putsch de Onganía, Cordobazo, etc.) le groupe Notre Monde s'associe avec une série d'intellectuels qui décident de créer un nouveau groupe. À sa fondation participent des intellectuels comme Manuel Puig, Juan José Sebreli, Blas Matamoro, Néstor Perlongher, Juan José Hernández et Héctor Anabitarte. Cependant, ces fondateurs se retirent après l'apparition du groupe Éros,qui radicalisent la lutte politique du front, Néstor Perlongher, Marcelo Manuel Bénitez et Eduardo Todesca l'intègrent ainsi.

### Organisation interne et militante
Outre les intellectuels qu'ont participé à sa fondation, le FLH a compté sur un effectif militant qui a oscillé dans la centaine de membres à sa période d'apogée, presque tous appartenaient à des milieux de bas niveau économique. Ce chiffre a été atteint entre septembre 1972 et août 1973.
Les membres du FLH versaient une petite cotisation mensuelle. Ces contributions, ajoutés à la recette provenant de l'organisation de fêtes pour le milieu LGBT, étaient utilisés pour les publications, du matériel, et aussi pour envoyer de la nourriture ou des fournitures aux prisonniers homosexuels.
Les activistes se groupaient dans des cellules qui comptent jusqu'à dix personnes, auxquelles s'ajoutent des sympathisants externes. Les groupes les plus importants étaient Nuestro Mundo, Eros (chargé des volanteadas et peintes), Profesionales (chargé de l'élaboration du matériel théorique et d'une enquête malograda sur homosexualité), Safo (nommé d'après la poétesse grecque Sappho, organisait spécifiquement les militantes lesbiennes), Bandera Negra (regroupait les militants anarchistes) et Emanuel (de tendance chrétienne). Le premier groupement lesbien, Safo, a été vue avec certaines réserves, l'activiste prostituée lesbienne Ruth Mary Kelly a été lié à ce groupe.
Bien que l'essentiel des actions du FLH ait eu lieu à Buenos Aires, il a aussi réussi à mener des actions à Mar del Plata, et pouvait compter sur des sympathisants à Mendoza et Córdoba.

### Rejet par la gauche péroniste et les groupements armés
Le 25 mai 1973, lors d'une manifestation de soutien à l'occasion de l'investiture présidentielle du candidat péroniste de gauche Héctor José Cámpora, l'arrivée du FLH sur la Place de Mai, pour la première apparition publique de cette organisation, a été reçue au cri de « Nous ne sommes pas des putains, nous ne sommes pas des toxicos, nous sommes des soldats des FAR et Montoneros ! ». Cette humiliation publique de l'organisation a été un moment-clef pour sa démobilisation et son désagrégation, qui a eu lieu dans les années suivantes.

### Dernières années
Ce contexte adverse a fait que les derniers membres du FLH décident de mettre finalement un terme à leurs activités en 1976. Il y eut encore une fugace refondation du groupe en exil à l'étranger, mais qui n'a pas eu d'impact.

En février de 1975, la publication de l'extrême-droite péroniste El Caudillo, liée à López Rega et à la Triple A, publie une note dans laquelle il est appelé à "en finir avec les homosexuels": des brigades de rue devaient s'occuper de les placer dans des camps de rééducation et de travail, les raser et les laisser attachés aux arbres avec des inscriptions infamantes. À partir de ce moment les groupes d'homosexuels ont commencé à se replier :
Nous avertissons la communauté homosexuelle que, dans son édition du 12 février, la publication El Caudillo, organe du Ministère du Bien-être Social et porte-parole de l'aile loperreguiste du gouvernement, dans un article intitulé: "En finir avec les homosexuels", déclare, entre autres attaques: "Il faut en terminer avec les homosexuels. Les enfermer ou les tuer", "nous proposons qu'ils soient internés dans des camps de rééducation et de travail", " de créer des brigades de rue qui sortent dans les quartiers de la ville pour traquer ces gens"… Le FLH communique à ses frères et des sœurs que l'heure de l'union totale et sans claudicaciones est arrivé. (Sollicitée du FLH, s/f)
Pendant la dictature militaire qui a sévi en Argentine de 1976 à 1983, les desaparecidos homosexuels ont été l'objet de sévices particuliers de la part de leurs tortionnaires dans les centres clandestins d'arrestation, au même degré que les détenus juifs, une situation qui n'est pas reflétée dans le rapport de la CONADEP, le Nunca más, du fait de pressions du secteur catholique de l'Assemblée Permanente par les Droits Humains, selon ce qu'a déclaré le rabbin Marshall Meyer.

## Idéologie
Dès sa fondation et tout au long de son existence, le Front est une organisation où coexistent différentes approches militantes et idéologies. oscille idéologiquement entre le péronisme "de gauche" (Montoneros, Jeunesse péroniste, etc) et le communisme. Si bien dans ses origines le groupement il prétendait être simplement un mouvement d'opinion de tendance marxiste, avec le temps et le dépôt d'une dizaine d'étudiants universitaires idéologiquement de gauche et même anarchistes, celui-ci a fini en se convertissant dans un groupe d'agitation.
Dans son premier bulletin, qui reflétait le débat interne au FLH, d'une part les forces révolutionnaires du moment étaient appelées à incorporer à leurs programmes de lutte les revendications du mouvement homosexuel, alors que dans une autre section une critique des expériences des révolutions socialistes était dressée en relation à son combat.

Le Front établi aussi des relations avec les groupes féministes de l'époque, comme l'Union féministe argentine ou le Mouvement de libération féministe.

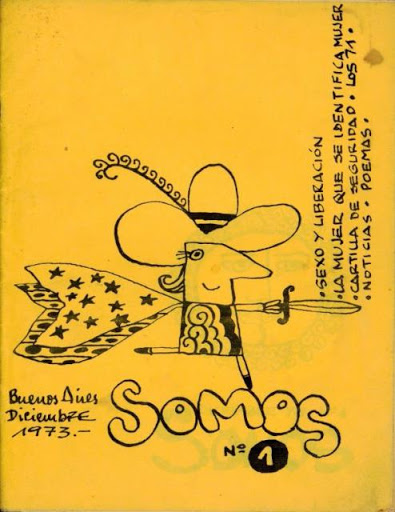
Premier numéro de la revue Somos, publié en décembre 1973.

Les idées du FLH étaient diffusées à travers la revue Somos. Elle est arrivée à être tirée à 500 exemplaires. Son contenu se caractérisait par l'élaboration d'articles théoriques qui cherchaient à comprendre le système d' oppression dominant, la publication de chroniques et histoires homosexuelles, qui cherchaient à créer une identité propre à laquelle le lecteur homosexuel pouvait s'identifier, ainsi que la publication de courrier de lecteurs, de nouvelles du milieu international (en Europe, aux États-Unis et en Amérique latine), des notes de groupements féministes (argentines et nord-américaines), publications du groupe lesbien Sapho, sections humoristiques, récits littéraires, témoignages homosexuelles, etc. Somos publie 8 exemplaires de 1974 à 1976, année au cours de laquelle un nouveau coup d'État a lieu, qui donne le pouvoir à une dictature militaire, qui s'étend jusqu'en 1983.

## Publications
- Homosexuales (un seul numéro, juin 1973).
- Revue Somos (huit numéros, de décembre 1973 à janvier 1976, éditée de façon clandestine et tirée jusqu'à cinq cents exemplaires et distribuée à la main).
- Sexo y Liberación (document d'analyse marxiste sur la sexualité et l'émancipation homosexuelle).

## Mots d'ordre
Le FLH a popularisé plusieurs slogans résumant leurs revendications, parmi ces devises :
- Aimer et habiter librement dans un pays libéré ("Amar y vivir libremente en un país liberado").
- Le machisme est le fascisme à la  maison ("El machismo es el fascismo de entrecasa").
- Machisme = Fascisme.
- Pour que règne au sein du peuple l'amour et l'égalité ("Para que reine en el pueblo el amor y la igualdad", citation issue de la Marche péroniste, devise que le FLH avait inscrit sur sa bannière le 25 mai 1973, lorsqu'il a été insultés par les militants des FAR et des Montoneros).
- Pour le droit à disposer de son propre corps ("Por el derecho a disponer del propio cuerpo").
- Pouvoir homosexuel ("Poder homosexual").
- Soltate.